# Antoine Launay
Antoine Manuel Sylvain Quintal Launay (ur. 28 czerwca 1993 w Angoulême) – portugalski kajakarz górski urodzony we Francji, olimpijczyk z Tokio.

## Przebieg kariery
W 2016 roku debiutował na arenie międzynarodowej, biorąc udział w mistrzostwach Europy. W konkurencji K-1 zajął 42. pozycję, natomiast w konkurencji K-1 drużyn zajął 5. pozycję. W tym samym roku wystartował też w mistrzostwach świata juniorów i U-23, na których rywalizował w trzech konkurencjach. W konkurencji K-1 U-23 zajął 13. pozycję, w konkurencji C-1 U-23 zajął 17. pozycję, natomiast w konkurencji K-1 U-23 drużyn zajął z kolegami z reprezentacji 7. pozycję.
W 2017 na mistrzostwach Europy wywalczył 12. pozycję w konkurencji K-1 oraz 10. pozycję w konkurencji K-1 drużyn. W tym samym roku zadebiutował na mistrzostwach świata jako senior, w konkurencji K-1 zakwalifikował się aż do półfinałowej części zmagań i zajął ostatecznie 13. pozycję w tabeli wyników, natomiast w konkurencji K-1 drużyn zajął z kolegami z kadry 13. pozycję.
W 2018 na mistrzostwach świata wywalczył 33. pozycję w konkurencji K-1. W 2019 uczestniczył w mistrzostwach Europy, na których zajął 28. pozycję w konkurencji K-1 oraz 9. pozycję w konkurencji K-1 drużyn oraz w mistrzostwach świata, na których w konkursie K-1 doszedł do finału i zajął 7. pozycję a w konkurencji K-1 drużyn zajął 22. pozycję. W 2020 na mistrzostwach Europy zdołał awansować do finału i ostatecznie zająć 12. pozycję w konkurencji K-1. Rok później, również na mistrzostwach Europy, uczestniczył w konkurencji K-1 i wszedł do półfinału, w klasyfikacji ostatecznie plasując się na 13. pozycji.
Reprezentował swój kraj na letnich igrzyskach olimpijskich w Tokio. W ich ramach rywalizował w konkurencji K-1 – w eliminacjach uzyskał czas 1:33,50 (w drugiej turze) i zajął 12. pozycję, w półfinale uzyskał czas 1:38,88 dający mu 11. pozycję i z tym wynikiem nie zakwalifikował się do finałowej fazy konkursu.